# Даррен Андертон
Даррен Андертон (англ. Darren Anderton; * 3 березня 1972) — англійський футболіст, півзахисник лондонського «Тоттенгема» і збірної Англії.
Андертон перейшов в «Тоттенгем» з «Портсмута» в 1992 році і виступав за лондонський клуб до 2004 року. За «Тоттенгем» Андертон провів 305 матчів і забив 37 голів.
У складі збірної Англії Андертон виходив на полі в 30 матчах і забив сім голів. Разом з національною командою Андертон виграв бронзову медаль Євро-1996.
Завершив кар'єру гравця в 2008 році виступами за клуб четвертого англійського дивізіону «Борнмут».

## Титули і досягнення
- Володар Кубка Футбольної ліги (1):

«Тоттенгем Готспур»: 1998-99